# Estadi Mikheil Meskhi
L'estadi Mikheil Meskhi (en georgià: მიხეილ მესხის სტადიონი Mikheil Meskhis st'adioni ), també conegut com a Estadi Lokomotivi, és un estadi polivalent de Tbilisi, Geòrgia, que porta el nom d'un dels millors futbolistes de la història de Geòrgia, Mikheil Meskhi (1937–1991), internacional per la URSS nascut a Tbilisi. S'utilitza principalment per a partits de futbol i, ocasionalment, per a partits de rugbi a 15 i rugbi a 13 . L'estadi va ser renovat el 2001 i té una capacitat per a 27.223 persones. És el segon estadi més gran de Geòrgia, després de l'Estadi Boris Paichadze.
És utilitzat per alguns partits de la selecció de futbol o de rugbi, però tambié per clubs de rugbi com el Black Lion o de futbol com l'Iberia 1999, el Lokomotivi Tbilisi o l'Spartak Tbilisi.